# Johann von Eicke und Polwitz
Johann von Eicke und Polwitz (* 16. Dezember 1716 in Bremenhain, Oberlausitz; † November 1789) war ein preußischer Landrat im Kreis Leobschütz.

## Leben

### Herkunft und Familie
Johann war Angehöriger des schlesischen Adelsgeschlechts Eicke und Polwitz. Seine Eltern waren der Erbherr auf Bremenhain, Adam George Eicke und Polwitz († 1717) und Anna Barbara, geb. von Unruh (1686–1752), eine Tochter des Landesältesten Hans Siegmund von Unruh (1644–1694) auf Wendtstadt im Fürstentum Glogau. Der preußische Landrat im Kreis Falkenberg, Adam Friedrich von Eicke und Polwitz (1706–1770) war sein Bruder.
Er vermählte sich 1739 mit Ernestine Hennriette von Schkopp. Aus der Ehe gingen mehrere Söhne hervor, die eine Offizierslaufbahn in der Preußischen Armee bestritten, einer darunter stand 1771 als Leutnant im Infanterieregiment „von Krockow“.

### Werdegang
Er besuchte von 1734 bis 1736 die Ritterakademie Liegnitz. Im Oktober 1756 übernahm er als Nachfolger von Christoph Gottfried von Cochenhausen die Stelle des Landrats im Kreis Leobschütz. 1764 erwarb er die Herrschaft Badewitz mit Neudorf im Kreis Leobschütz. Mitte 1771 wurde er wegen „pflichtwierigen Betragens“ abgelöst und zu zweijähriger Festungshaft verurteilt. Diese saß er auf der Festung Cosel ab. Zwei Immediatsersuchen seiner Gattin wurden vom preußischen König Friedrich II. abgelehnt. Er war auch Erbherr auf Mittel-Zäcklau im späteren Kreis Freystadt. Sein Nachfolger als Landrat wurde Johann Carl Andreas von Arnold.